# 西尾由佳理
西尾 由佳理（にしお ゆかり、1977年7月25日 - ）は、日本のフリーアナウンサー、タレント。元日本テレビアナウンサー。千葉県市川市出身。身長161 cm。現在の所属事務所はセント・フォース。

## 来歴・人物
千葉県立市川西高等学校、文京女子短期大学英語英文学科を経て、東京女子大学現代文化学部コミュニケーション学科（編入学）卒業。本人曰く文京女子短期大学から東京女子大学に編入する頃が一番勉強を頑張った時期だという。大学時代にはアメリカ・イリノイ州に8か月間滞在した。同期のアナウンサーは阿部哲子（現：フリーアナウンサー）、杉上佐智枝、森圭介。
『スポーツMAX』のアシスタントなどを務めた後、2005年4月、大桃美代子の後を継いで『ズームイン!!SUPER』の2代目女性総合司会となり、2011年3月31日の番組終了まで務める。同じく2005年から『24時間テレビ 「愛は地球を救う」』の総合司会に起用され、2011年まで7年連続で担当。
学生時代はNPO法人自然・文化創造会議/工場に参加、またアナウンサーになってからも月刊ソトコトで環境に関するコラムを執筆するなど環境問題への関心が高い。2008年には第4回環境社会検定に合格した。2010年に広告プランナーの権八成裕と結婚した。
2011年6月、同年8月31日に日本テレビを退社することを発表。総合司会を務めた『24時間テレビ34』（8月20日 - 21日）が日本テレビアナウンサーとしての最後の仕事となった。退社後はフリーに転身。同年10月7日放送のTBS『たましいの授業』で司会を担当し、日本テレビ以外の番組初出演を果たした。2011年12月からはトヨタ自動車の企業CM（ReBORN）に出演している。
日本テレビ退社以来、個人事務所（株式会社マネジメンツ）を旗揚げして活動していたが、2012年9月よりアナウンサープロダクションのセント・フォースへ移籍することとなった。
2014年11月に産休に入り、2015年1月中旬に第1子となる女児を出産。同年4月10日、産休前に担当していた『世界HOTジャーナル』がゴールデンタイムに移動するタイミングで仕事復帰する。
2017年8月上旬、第2子（性別は非公開）出産を公表。

## エピソード
- 趣味は読書で、小説から漫画まで読むという。
- 重度の花粉症である。
- 小学生のときは周りに“子”がつく友達が多かったため、にし子というあだ名で呼ばれていた[14]。また、小・中学校時代は9年間バスケットボール部に所属。中学時代はキャプテンを務めていたが、チームをまとめることはできなかった。
- 学生時代に地元の美容室や女性誌のヘアモデルをしていた[15][16]。
- 涙を流すことが非常に少ないが、フリーとしての初仕事となったTBS『たましいの授業』で、母校の小学校で講義を行った際、生徒たちへの手紙を読んでいる途中で、涙で声を詰まらせたことがある[17]。
- 料理が苦手。『世界まる見え!テレビ特捜部』にてそれを克服させようと料理企画が組まれ、2回だけコーナー化された。
- 『スポーツMAX』の馬名を命名する企画で、解説の掛布雅之が自身と西尾の名前をそのままつなげてマサユキユカリと名付けた。
- 2003年12月24日に開催されたプロレスリングノア・クリスマス大会で日本テレビの女性アナウンサーとして初のプロレス実況を担当した。
- 『火垂るの墓-ほたるのはか-』（2005年11月1日放送）で端役ながら演技に初挑戦した。
- 真面目な勤務態度が評価され、2006年度のアナウンサー・オブ・ジ・イヤー（日本テレビにおける社内評価制度）を受賞した。その一方で、「スケジュール通り仕事が終わってほしい」「給料よりも休日を確保したい」とも公言していた。
- 2009年には表参道ヒルズで開催された篠山紀信の写真展「KISHIN:BIJIN」（キシン：ビジン）BIJIN of THE YEAR 2009 のモデルに選出された[18]。
- 2010年に開催された第4回東京マラソンに出場し、6時間32分4秒で完走した。
- オリコン調査「好きな女性アナウンサーランキング」第7回にて、1位となった[19]。

## 出演

### テレビ
- のどじまん ザ!ワールド（日本テレビ、2011年10月[20] - 、不定期特番、司会）
- ヒットの泉〜ニッポンの夢ヂカラ!〜（朝日放送制作・テレビ朝日系列、2012年4月1日 - 2013年3月31日、司会）
- BSフジLIVE ソーシャルTV ザ・コンパス（BSフジ、2012年4月 - 2013年3月、司会）
- アスリートの輝石（BS日テレ、2012年7月8日 - 2017年3月26日、ナビゲーター）
- アゲるテレビ（フジテレビ 、2013年4月1日 - 9月27日、総合司会）[21][22][23]
- PC新時代を楽しもう!最強セキュリティ法と活用術（BSフジ、MC）
- 世界HOTジャーナル（フジテレビ、2013年10月12日 - 2015年8月7日、司会）※産休のため2014年11月15日放送分より出演休止、2015年4月10日放送分より復帰。
- 健康カプセル!ゲンキの時間（CBCテレビ制作・TBS系列、2019年4月7日 - 2021年6月27日、MC）
- 24時間テレビ（日本テレビ 2023年8月27日 ズームイン総合司会経験者兼24時間テレビ総合司会経験者)
- ヒルナンデス!（日本テレビ、2025年4月4日 - 、金曜レギュラー[24]）

### ラジオ
- THE HUMAN（J-WAVE、2013年5月5日 - 2014年9月28日、ナビゲーター）

### CM
- トヨタ自動車 「ReBORN」（2011年、企業CM）
- カネボウ化粧品 「コフレドール」（2012年9月）
- グラクソ・スミスクライン株式会社　シュミテクト（2014西尾由佳理編）

### テレビ
- NNNニューススポット・天気
- NNN24スーパースポーツ24
- 企業リサーチ
- TVおじゃマンボウ
- スポーツMAX - キャスター
  - 全曜日担当（2002年1月4日 - 2003年3月28日、2004年11月29日 - 12月24日）
  - 月・火・金曜担当（2003年3月31日 - 2004年11月26日、2005年1月3日 - 4月1日）
- 謎を解け!まさかのミステリー（2003年10月 - 2006年3月、司会）
- 横浜国際女子駅伝（2004年、中継所実況）
- ニュースの女王決定戦（2004年 - 2007年、司会）
- ズームイン!!SUPER（2005年4月4日 - 2011年3月31日、総合司会）
- くりぃむしちゅーのたりらリラ〜ン（2005年4月 - 2006年3月、レギュラー）
- 未来創造堂（2006年4月 - 2009年9月、司会）
- アナ☆パラ（2008年3月31日 - 2008年7月、司会〈月曜日担当〉）
- まもなく!金曜ロードショー（2009年10月 - 2011年4月、進行）
- 世界まる見え!テレビ特捜部 （2009年10月 - 2012年3月[25]）

### 映画
- 舞妓Haaaan!!!（2007年） - カメオ出演
- カラスコライダー（2009年） - カメオ出演
- なくもんか（2009年） - 芸能記者 役
- ゴースト もういちど抱きしめたい（2010年） - カメオ出演

### テレビアニメ
- ルパン三世 霧のエリューシヴ（2007年）- 不二子の子孫 役[26]

### 劇場アニメ
- 名探偵コナン 戦慄の楽譜（2008年） - TVアナウンサー 役[27]
- スカイ・クロラ The Sky Crawlers（2008年） - バスガイド 役

### PV
- 東方神起「Kiss The Baby Sky」

### その他
- 全国こども電話相談室・リアル!（2009年、TBSラジオ）
- 帰ってきたベタドラマ（2009年、BeeTV）

## 書籍
日テレ在籍時からの作品等を列挙。

### 写真集
- KISHIN:BIJIN BIJIN of THE YEAR 2009 （2009年8月、朝日出版社）ISBN 9784255004891
  - 東京・表参道ヒルズで2009年8月に開催された写真展『篠山紀信「KISHIN:BIJIN」BIJIN of THE YEAR 2009』を基にした写真集。

### CD
- 書道ガールズ!! わたしたちの甲子園 オリジナル・サウンドトラック - 13. 由佳理と笛（バップ 2010年4月）

### 連載
- 月刊ソトコト （木楽舎）
- ズームインJAPAN!! - 月刊テレビジャパン （東京ニュース通信社 2006年 - 2010年11月）
- 西尾由佳理のアナかしこ - 読売新聞夕刊（読売新聞東京本社 2010年6月 - 11月）
- 西尾由佳理が行く ニュースな女性にズバリ聞きます! - MISS（世界文化社　2011年12月 - ）